# Llista d'asteroides/94901–95000
| Nom     | Designació provisional | Data de descobriment | Lloc de descobriment | Descobridor/s              |
| ------- | ---------------------- | -------------------- | -------------------- | -------------------------- |
| 94901 - | 2001 YR18              | 17 de desembre, 2001 | Socorro              | LINEAR                     |
| 94902 - | 2001 YX18              | 17 de desembre, 2001 | Socorro              | LINEAR                     |
| 94903 - | 2001 YP20              | 18 de desembre, 2001 | Socorro              | LINEAR                     |
| 94904 - | 2001 YM23              | 18 de desembre, 2001 | Socorro              | LINEAR                     |
| 94905 - | 2001 YS24              | 18 de desembre, 2001 | Socorro              | LINEAR                     |
| 94906 - | 2001 YF26              | 18 de desembre, 2001 | Socorro              | LINEAR                     |
| 94907 - | 2001 YC35              | 18 de desembre, 2001 | Socorro              | LINEAR                     |
| 94908 - | 2001 YG40              | 18 de desembre, 2001 | Socorro              | LINEAR                     |
| 94909 - | 2001 YT41              | 18 de desembre, 2001 | Socorro              | LINEAR                     |
| 94910 - | 2001 YC47              | 18 de desembre, 2001 | Socorro              | LINEAR                     |
| 94911 - | 2001 YQ47              | 18 de desembre, 2001 | Socorro              | LINEAR                     |
| 94912 - | 2001 YR47              | 18 de desembre, 2001 | Socorro              | LINEAR                     |
| 94913 - | 2001 YL48              | 18 de desembre, 2001 | Socorro              | LINEAR                     |
| 94914 - | 2001 YJ52              | 18 de desembre, 2001 | Socorro              | LINEAR                     |
| 94915 - | 2001 YL57              | 18 de desembre, 2001 | Socorro              | LINEAR                     |
| 94916 - | 2001 YQ57              | 18 de desembre, 2001 | Socorro              | LINEAR                     |
| 94917 - | 2001 YF58              | 18 de desembre, 2001 | Socorro              | LINEAR                     |
| 94918 - | 2001 YH60              | 18 de desembre, 2001 | Socorro              | LINEAR                     |
| 94919 - | 2001 YO60              | 18 de desembre, 2001 | Socorro              | LINEAR                     |
| 94920 - | 2001 YN62              | 18 de desembre, 2001 | Socorro              | LINEAR                     |
| 94921 - | 2001 YT62              | 18 de desembre, 2001 | Socorro              | LINEAR                     |
| 94922 - | 2001 YM63              | 18 de desembre, 2001 | Socorro              | LINEAR                     |
| 94923 - | 2001 YA64              | 18 de desembre, 2001 | Socorro              | LINEAR                     |
| 94924 - | 2001 YF64              | 18 de desembre, 2001 | Socorro              | LINEAR                     |
| 94925 - | 2001 YB65              | 18 de desembre, 2001 | Socorro              | LINEAR                     |
| 94926 - | 2001 YW66              | 18 de desembre, 2001 | Socorro              | LINEAR                     |
| 94927 - | 2001 YT67              | 18 de desembre, 2001 | Socorro              | LINEAR                     |
| 94928 - | 2001 YX70              | 18 de desembre, 2001 | Socorro              | LINEAR                     |
| 94929 - | 2001 YA71              | 18 de desembre, 2001 | Socorro              | LINEAR                     |
| 94930 - | 2001 YF71              | 18 de desembre, 2001 | Socorro              | LINEAR                     |
| 94931 - | 2001 YO72              | 18 de desembre, 2001 | Socorro              | LINEAR                     |
| 94932 - | 2001 YJ73              | 18 de desembre, 2001 | Socorro              | LINEAR                     |
| 94933 - | 2001 YT73              | 18 de desembre, 2001 | Socorro              | LINEAR                     |
| 94934 - | 2001 YV73              | 18 de desembre, 2001 | Socorro              | LINEAR                     |
| 94935 - | 2001 YY73              | 18 de desembre, 2001 | Socorro              | LINEAR                     |
| 94936 - | 2001 YQ74              | 18 de desembre, 2001 | Socorro              | LINEAR                     |
| 94937 - | 2001 YX77              | 18 de desembre, 2001 | Socorro              | LINEAR                     |
| 94938 - | 2001 YE78              | 18 de desembre, 2001 | Socorro              | LINEAR                     |
| 94939 - | 2001 YJ78              | 18 de desembre, 2001 | Socorro              | LINEAR                     |
| 94940 - | 2001 YP78              | 18 de desembre, 2001 | Socorro              | LINEAR                     |
| 94941 - | 2001 YU78              | 18 de desembre, 2001 | Socorro              | LINEAR                     |
| 94942 - | 2001 YF79              | 18 de desembre, 2001 | Socorro              | LINEAR                     |
| 94943 - | 2001 YP81              | 18 de desembre, 2001 | Socorro              | LINEAR                     |
| 94944 - | 2001 YH82              | 18 de desembre, 2001 | Socorro              | LINEAR                     |
| 94945 - | 2001 YD83              | 18 de desembre, 2001 | Socorro              | LINEAR                     |
| 94946 - | 2001 YY83              | 18 de desembre, 2001 | Socorro              | LINEAR                     |
| 94947 - | 2001 YH85              | 18 de desembre, 2001 | Socorro              | LINEAR                     |
| 94948 - | 2001 YJ85              | 18 de desembre, 2001 | Socorro              | LINEAR                     |
| 94949 - | 2001 YU85              | 18 de desembre, 2001 | Socorro              | LINEAR                     |
| 94950 - | 2001 YJ86              | 18 de desembre, 2001 | Socorro              | LINEAR                     |
| 94951 - | 2001 YW86              | 18 de desembre, 2001 | Socorro              | LINEAR                     |
| 94952 - | 2001 YY86              | 18 de desembre, 2001 | Socorro              | LINEAR                     |
| 94953 - | 2001 YQ88              | 18 de desembre, 2001 | Socorro              | LINEAR                     |
| 94954 - | 2001 YJ90              | 18 de desembre, 2001 | Socorro              | LINEAR                     |
| 94955 - | 2001 YS90              | 21 de desembre, 2001 | Cima Ekar            | Asiago-DLR Asteroid Survey |
| 94956 - | 2001 YD92              | 18 de desembre, 2001 | Palomar              | NEAT                       |
| 94957 - | 2001 YM95              | 18 de desembre, 2001 | Palomar              | NEAT                       |
| 94958 - | 2001 YP95              | 18 de desembre, 2001 | Palomar              | NEAT                       |
| 94959 - | 2001 YH97              | 17 de desembre, 2001 | Socorro              | LINEAR                     |
| 94960 - | 2001 YU97              | 17 de desembre, 2001 | Socorro              | LINEAR                     |
| 94961 - | 2001 YJ101             | 17 de desembre, 2001 | Socorro              | LINEAR                     |
| 94962 - | 2001 YJ104             | 17 de desembre, 2001 | Socorro              | LINEAR                     |
| 94963 - | 2001 YP104             | 17 de desembre, 2001 | Socorro              | LINEAR                     |
| 94964 - | 2001 YU104             | 17 de desembre, 2001 | Socorro              | LINEAR                     |
| 94965 - | 2001 YG105             | 17 de desembre, 2001 | Socorro              | LINEAR                     |
| 94966 - | 2001 YR105             | 17 de desembre, 2001 | Socorro              | LINEAR                     |
| 94967 - | 2001 YH106             | 17 de desembre, 2001 | Socorro              | LINEAR                     |
| 94968 - | 2001 YX106             | 17 de desembre, 2001 | Socorro              | LINEAR                     |
| 94969 - | 2001 YR107             | 17 de desembre, 2001 | Socorro              | LINEAR                     |
| 94970 - | 2001 YY107             | 17 de desembre, 2001 | Socorro              | LINEAR                     |
| 94971 - | 2001 YW109             | 18 de desembre, 2001 | Socorro              | LINEAR                     |
| 94972 - | 2001 YY109             | 18 de desembre, 2001 | Socorro              | LINEAR                     |
| 94973 - | 2001 YQ111             | 18 de desembre, 2001 | Anderson Mesa        | LONEOS                     |
| 94974 - | 2001 YO112             | 18 de desembre, 2001 | Anderson Mesa        | LONEOS                     |
| 94975 - | 2001 YP112             | 18 de desembre, 2001 | Anderson Mesa        | LONEOS                     |
| 94976 - | 2001 YF113             | 19 de desembre, 2001 | Socorro              | LINEAR                     |
| 94977 - | 2001 YU113             | 19 de desembre, 2001 | Socorro              | LINEAR                     |
| 94978 - | 2001 YH114             | 18 de desembre, 2001 | Palomar              | NEAT                       |
| 94979 - | 2001 YZ114             | 17 de desembre, 2001 | Socorro              | LINEAR                     |
| 94980 - | 2001 YN115             | 17 de desembre, 2001 | Socorro              | LINEAR                     |
| 94981 - | 2001 YV115             | 17 de desembre, 2001 | Socorro              | LINEAR                     |
| 94982 - | 2001 YA116             | 17 de desembre, 2001 | Socorro              | LINEAR                     |
| 94983 - | 2001 YR116             | 18 de desembre, 2001 | Socorro              | LINEAR                     |
| 94984 - | 2001 YT116             | 18 de desembre, 2001 | Socorro              | LINEAR                     |
| 94985 - | 2001 YF117             | 18 de desembre, 2001 | Socorro              | LINEAR                     |
| 94986 - | 2001 YE118             | 18 de desembre, 2001 | Socorro              | LINEAR                     |
| 94987 - | 2001 YK118             | 18 de desembre, 2001 | Socorro              | LINEAR                     |
| 94988 - | 2001 YU119             | 19 de desembre, 2001 | Socorro              | LINEAR                     |
| 94989 - | 2001 YJ120             | 20 de desembre, 2001 | Socorro              | LINEAR                     |
| 94990 - | 2001 YQ120             | 20 de desembre, 2001 | Socorro              | LINEAR                     |
| 94991 - | 2001 YC122             | 17 de desembre, 2001 | Socorro              | LINEAR                     |
| 94992 - | 2001 YE128             | 17 de desembre, 2001 | Socorro              | LINEAR                     |
| 94993 - | 2001 YL128             | 17 de desembre, 2001 | Socorro              | LINEAR                     |
| 94994 - | 2001 YM128             | 17 de desembre, 2001 | Socorro              | LINEAR                     |
| 94995 - | 2001 YX132             | 20 de desembre, 2001 | Socorro              | LINEAR                     |
| 94996 - | 2001 YP133             | 18 de desembre, 2001 | Kitt Peak            | Spacewatch                 |
| 94997 - | 2001 YH137             | 22 de desembre, 2001 | Socorro              | LINEAR                     |
| 94998 - | 2001 YL138             | 21 de desembre, 2001 | Haleakala            | NEAT                       |
| 94999 - | 2001 YS138             | 18 de desembre, 2001 | Kitt Peak            | Spacewatch                 |
| 95000 - | 2001 YO139             | 24 de desembre, 2001 | Haleakala            | NEAT                       |